# Audrey Werro
Audrey Werro (Friburgo, 27 marzo 2004) è una mezzofondista svizzera, medaglia d'oro ai campionati europei nel 2021 e medaglia d'argento ai campionati mondiali under 20 nel 2022.

## Record nazionali
Juniores
- 400 metri piani indoor: 53"03 ( Magglingen, 12 febbraio 2022)
- 600 metri piani: 1'25"12 ( Langenthal, 18 maggio 2023)
- 600 metri piani indoor: 1'26"14 ( Magglingen, 29 gennaio 2023)
- 800 metri piani: 1'59"53 ( Cali, 3 agosto 2022)
- 800 metri piani indoor: 2'00"57 ( Val-de-Reuil, 4 febbraio 2023)
- 1000 metri piani: 2'34"89 ( Nizza, 17 giugno 2023)

## Progressione

### 800 metri piani
| Stagione | Misura  | Luogo     | Data      | Rank. Mond. |
| -------- | ------- | --------- | --------- | ----------- |
| 2023     | 1'59"67 | Rehlingen | 28-5-2023 |             |
| 2022     | 1'59"53 | Cali      | 22-8-2022 |             |
| 2021     | 2'02"32 | Ginevra   | 12-6-2021 |             |
| 2020     | 2'08"72 | Meilen    | 20-6-2020 |             |
| 2019     | 2'12"10 | Ginevra   | 18-5-2019 |             |

### Salto triplo indoor
| Stagione | Misura  | Luogo        | Data      | Rank. Mond. |
| -------- | ------- | ------------ | --------- | ----------- |
| 2022/23  | 2'00"57 | Val-de-Reuil | 4-2-2023  |             |
| 2021/22  | 2'03"18 | Magglingen   | 5-2-2022  |             |
| 2020/21  | 2'07"95 | Magglingen   | 21-2-2022 |             |

## Palmarès
| Anno | Manifestazione  | Sede        | Evento      | Risultato  | Prestazione | Note                          |
| ---- | --------------- | ----------- | ----------- | ---------- | ----------- | ----------------------------- |
| 2021 | Europei U20     | Tallinn     | 800 m piani | Oro        | 2'03"12     |                               |
| 2022 | Mondiali U20    | Cali        | 800 m piani | Argento    | 1'59"53     | [ 1 ]                         |
| 2022 | Europei         | Monaco      | 800 m piani | Batteria   | 2'06"34     | [ 2 ]                         |
| 2023 | Europei indoor  | Istanbul    | 800 m piani | 5ª         | 2'00"91     | [ 3 ]                         |
| 2023 | Giochi europei  | Chorzów     | 800 m piani | 4ª         | 1'59"95     | [ 4 ]                         |
| 2023 | Europei U20     | Gerusalemme | 800 m piani | Oro        | 2'03"38     |                               |
| 2023 | Mondiali        | Budapest    | 800 m piani | Batteria   | 2'01"03     |                               |
| 2024 | Mondiali indoor | Glasgow     | 800 m piani | Semifinale | 2'00"16     | Miglior prestazione personale |
| 2024 | Giochi olimpici | Parigi      | 800 m piani | Batteria   | 1'59"38     |                               |
| 2025 | Europei indoor  | Apeldoorn   | 800 m piani | 6ª         | 2'27"37     |                               |
| 2025 | Mondiali indoor | Nanchino    | 800 m piani | 4ª         | 1'59"81     | Record nazionale              |
| 2025 | Europei U23     | Bergen      | 800 m piani | Oro        | 1'57"42     | Record dei campionati         |

## Campionati nazionali
- 2 volte campionessa nazionale svizzera degli 800 metri piani indoor (2022, 2023)
- 1 volta campionessa nazionale svizzera degli 800 metri piani (2022)

2021
- 5ª ai campionati svizzeri indoor (Magglingen), 800 m - 2'07"95
- Argento ai campionati svizzeri (Langenthal), 800 m - 2'02"88

2022
- Oro ai campionati svizzeri indoor (Magglingen), 800 m - 2'04"95
- Oro ai campionati svizzeri (Zurigo), 800 m - 2'02"72

2023
- Oro ai campionati svizzeri, 800 m piani - 2'01"70
- Oro ai campionati svizzeri indoor (San Gallo), 800 m - 2'02"87

## Altre competizioni internazionali
2023
- Oro ai Campionati europei a squadre - Prima divisione, ( Chorzów), 800 m - 1'59"95
- 7ª al Weltklasse Zürich ( Zurigo), 800 m piani - 1'59"50
- Oro al Meeting Nikaïa ( Nizza), 1000 m piani - 2'34"89

2025
- Argento ai Campionati europei a squadre di atletica leggera ( Madrid), 800 m piani - 1'58"78
- Argento all'Athletissima ( Losanna), 800 m piani - 1'57"34